# قافة
قافة رقصة شركسية. وقد تتنوع مواضيع الرقص الشركسي بين موضوعات الحرب أو الزواج أو قد تخبر قصة حدثت خلال احتلال الروس لبلادهم في منطقة القوقاز وكيف أنهم هبوا دفاعا عن وطنهم ودفاعا عن وجودهم.
ومن أهم الرقصات التي تقوم الجمعية الخيرية الشركسية في الأردن بعرضها على التلفزيون الأردني في الثمانينات من القرن العشرين؛ رقصة تعبر عن مراسم الزواج حسب الخابزة. وهي تدور حول شاب يقوم بالبحث عن فتاة يتزوجها، فإذا ما بدا أن الشاب في رقصة من الرقصات معجباً بالفتاة، فإن أهل الشاب يقومون بإيداع الفتاة أمانة في بيت غير بيت أهلها وذلك تمهيداً لعمل ترتيبات العرس.